# 古滕堡冰川
古滕堡冰川（英語：Gutenberg Glacier）是南極洲的冰川，位於奧次地，屬於邱吉爾山脈中霍利約克山脈的一部分，長15公里，處於哈勃山和里克特山，最終注入斯塔肖特冰川，現時由南極條約體系管理。